# Il sarto di Ulm (film)
Il sarto di Ulm (Der Schneider von Ulm) è un film del 1978 diretto da Edgar Reitz.

## Trama
Nel 1791, Albrecht Berblinger, un giovane sarto tedesco con la passione per la meccanica, incontra a Vienna Jakob Degen, un inventore austriaco che ha realizzato una macchina ad ali mobili azionate dalla forza muscolare dell'uomo.
Tornato a Ulm, la sua città d'origine, costruisce una sorta di deltaplano ad ali fisse con il quale, dopo vari tentativi, riesce più volte a librarsi in aria lanciandosi lungo un pendio e ad atterrare nel punto prescelto. Solo poche persone, tra cui Irma, la donna amata, sono testimoni della riuscita dei suoi voli.
Quando, in una pubblica dimostrazione, tenta di effettuare un volo da una sponda all'altra del Danubio di fronte alle autorità e ai suoi concittadini, finisce miseramente in acqua e deve scappare inseguito dagli sberleffi e dalla rabbia della gente che lo considera un imbroglione.

## Produzione
Il film fu prodotto dalla Edgar Reitz Film (ERF) e dalla Zweites Deutsches Fernsehen (ZDF).

## Distribuzione
Distribuito dalla Filmverlag der Autoren, uscì nelle sale cinematografiche nel 1979. Venne proiettato in prima il 29 dicembre 1978 alla Kammer-Lichtspiele di Ulm. Nell'agosto del 1979, il film fu presentato al Festival di Mosca.